# Son of M
Сын М (англ. Son of M) — американский комикс ограниченной серии, логически продолжающий сюжет серии «День М» (англ. «House Of M»). В главной роли выступает супергерой Ртуть. Он был одним из многих мутантов, кто потерял свои силы во время Децимации, что произошло частично по его вине.

## Предыстория
Наблюдая за нервным срывом сестры, Пьетро убедил Ванду, что она может решить свои проблемы, обратив при этом мир в место, полное мира, использовав свои способности. Ванда исказила реальность, превратив её в Дом М (англ. House of M) или День М — согласно официальному переводу — мир, где мутанты преобладали над обычными людьми, и Магнето являлся правителем. Во время битвы между силами Магнето и героями, кто восстановил свои воспоминания, мутант Лайла Миллер смогла восстановить воспоминания Магнето об оригинальной реальности. В ярости Магнето обернул свой гнев против Пьетро, злой на него за то, что он сделал всё это его именем. Пьетро сказал, что Магнето дал бы убить Ванду другим героям, что он защищал её, но Магнето ответил, что Ртуть просто использовал Ванду и его самого в своих целях.
Разъяренный Магнето убил Пьетро. Ванда оживила её брата и провозгласила: «Больше никаких мутантов», вернув мир к прежнему состоянию, но вызвала лишение способностей у девяноста процентов мутантов, поставив расу мутантов на грань вымирания. Пьетро был среди прочих, кто потерял силы, и впал в депрессию из-за этого, а также из-за своего предательства рода мутантов.

## Сюжет

Банда издевается над Джонни Ди

Пьетро пытается жить обычной жизнью обычного человека, и отчаянно пытается наладить контакт с Нелюдьми (англ. Inhumans). В попытке остановить анти-мутантскую банду убивающую мутанта с организмом на животе, пока не вмешался Человек-паук. Он спас Джона и вызвал для него скорую, после чего вступил в конфронтацию с Пьетро ( в ярости из-за воспоминаний о реальности Дня М, где он женат на Гвен Стейси и у них ребенок), из-за чего Пьетро решил покончить с жизнью и прыгнул с крыши, серьёзно пострадав при этом и скорей всего сломав себе позвоночник. Кристалл, с которой Пьетро пытался связаться ранее, телепортировалась вместе с Локджо к месту сражения, чтобы найти своего бывшего мужа лежащим и израненным, и винящим Человека-паука.
Тяжело раненый Пьетро очнулся и оборвал попытки Человека-паука объяснить Кристалл, что он сам спрыгнул с крыши, и сам признался в попытке суицида. Кристалл телепортировала его к Нелюдям на Аттилан для медицинской помощи.
Оказавшись на Аттилане и будучи исцелен лекарем Нелюдей, Пьетро смог воссоединиться со своей дочерью, Луной. Он показал свою верность ей, пообещав ей показать Землю, и узнал о преданности Локджо Луне. Пьетро, воспользовавшись присутствием на Аттилане, попросил Чёрного Грома допустить его к Туманам Терриген, чтобы восстановить свои способности. Но Черный Гром был непреклонен в своей верности традициям, гласившим: Туманы Терригена для Нелюдей. Однако Ртуть всё-таки нашел способ проникнуть в святилище Терригена. Он украл несколько кристаллов оттуда (сделав тем самым святилище на долгое время неработоспособным) и телепортировался на Землю вместе с Луной и Локджо. После этого Луна отослала Локджо обратно на Аттилан с инструкцией не выдавать их местоположение Кристалл. Пьетро объяснил общие черты своего плана вернуть мутантам способности с помощью Туманов Луне, и сказал Луне, что собирается вернуть ей то, что её по рождению, и подверг её Терригенезису.

Локджо, питомец и помощник Кристалл

Отправившись на Геношу, Пьетро планировал восстановить силы всех мутантов, которых найдет там. Первой им попалась Каллисто и восстановили её способность — «сверхчуства». Пьетро и Луна пошли дальше искать мутантов, лишенных сил, чтобы «помочь» им. Вскоре после этого начался дождь, и каждая капля стала иглой для Каллисто, поскольку её силы не просто восстановились, но и усилились. В результате она впала в кому от сенситивного шока. В это время Пьетро нашел группу лишенных сил мутантов и начал восстанавливать им силу, и тут появился Магнето с Каллипсо на руках, обвиняя Ртуть в том, что он отравил её. Пьетро использовал ту же тактику, что и при краже кристаллов: он создал два временных клона и избил Магнето. Пьетро, ранее ненавидящий отца за то, что тот никогда его не замечал его, теперь взъярился ещё больше, вспоминая момент, когда отец убивал его во время финальной битвы Дня М.
В это время на Аттилане Видемас сознался в своей помощи Пьетро в краже кристаллов Терриген и побеге. Он верил, что Нелюди стали слабыми и новое поколение, выросшее без соревнований и без испытаний, нужно подвергнуть этим самым испытаниям через войну, вызванную потерей кристаллов. За это Черный болт отправил Видемаса в заключение и запретил ему создавать ментальную связь с любым существом навсегда.
Оставив Каллисто с Пьетро и попросив доставить её в госпиталь, Магнето уходит. В госпитале доктора диагностировали, что Каллисто принимало изменяющий ДНК медикамент. Узнав об этом, Чёрный Гром обращается к Фантастической Четверке за помощью в получении Кристаллов Терриген обратно. Правительство США, обеспокоенное возможным возрождением мутантов, также заинтересованы в получении их. Нелюди атаковали группу восстановленных мутантов, когда они прибыли на Геношу. На протяжении битвы, Пьетро пытается ускользнуть с Туманами, но был подстрелен Американскими специальными силами. Локджо пришел спасти Пьетро и Луну, телепортировав их, но они оставили Кристаллы Терриген в руках специальных сил США.
Тем временем битва между Нелюдьми и мутантами продолжалась. Внезапно Унус Неприкасаемый потерял контроль над своими способностями и заточил себя в непроницаемый кокон, где умер от удушья, доказав, что Туманы Терригена вредны для людей. Нелюди потребовали вернуть им кристаллы, но агенты США отказались, ссылаясь на проблемы с безопасностью. К их удивлению Черный Гром ответил на это объявлением войны Соединённым Штатам и уничтожил их вертолёты перед взлётом.
Пьетро, Луна и Локджо телепортировались к дому Пьетро в Калифорнии. Пьетро рассказывает Луне, что он все ещё имеет достаточно Кристаллов Терриген для них обоих. Но затем проинструктировал Локджо забрать Луну обратно к Кристалл. Тем временем в штаб-квартире Фантастической Четвёрки, Рид рассказал Нелюдям, что мутанты, использовавшие Кристаллы Терриген, снова потеряли способности; эффект был временным. Более того, Рид говорит, что это их последняя встреча из-за объявления войны.
В эпилоге показывается, что Пьетро проводит очень много времени — рассказывается, что он провел «дни, недели или даже месяцы» — вдыхая Туманы Терриген. Он не ел, не пил, только впитывал силу Туманов. После того, как он впитал их силу, он телепортировался в будущее на максимально возможный период и видит будущий мир в огне. Вернувшись в настоящее, он идет на улицу и решает не сражаться с будущим, но обнять его; он хватает первого попавшегося на улице и мутирует его своими руками, сверкающими от впитанных туманов.

## Последствия
Последствия кражи туманов Терриген Ртутью были показаны в шести-серийном комиксе «Тихая война», в дополнение к упоминанию в 3 главе Фактора Икс Питера Дэвида.